# Mieczysław Święcicki

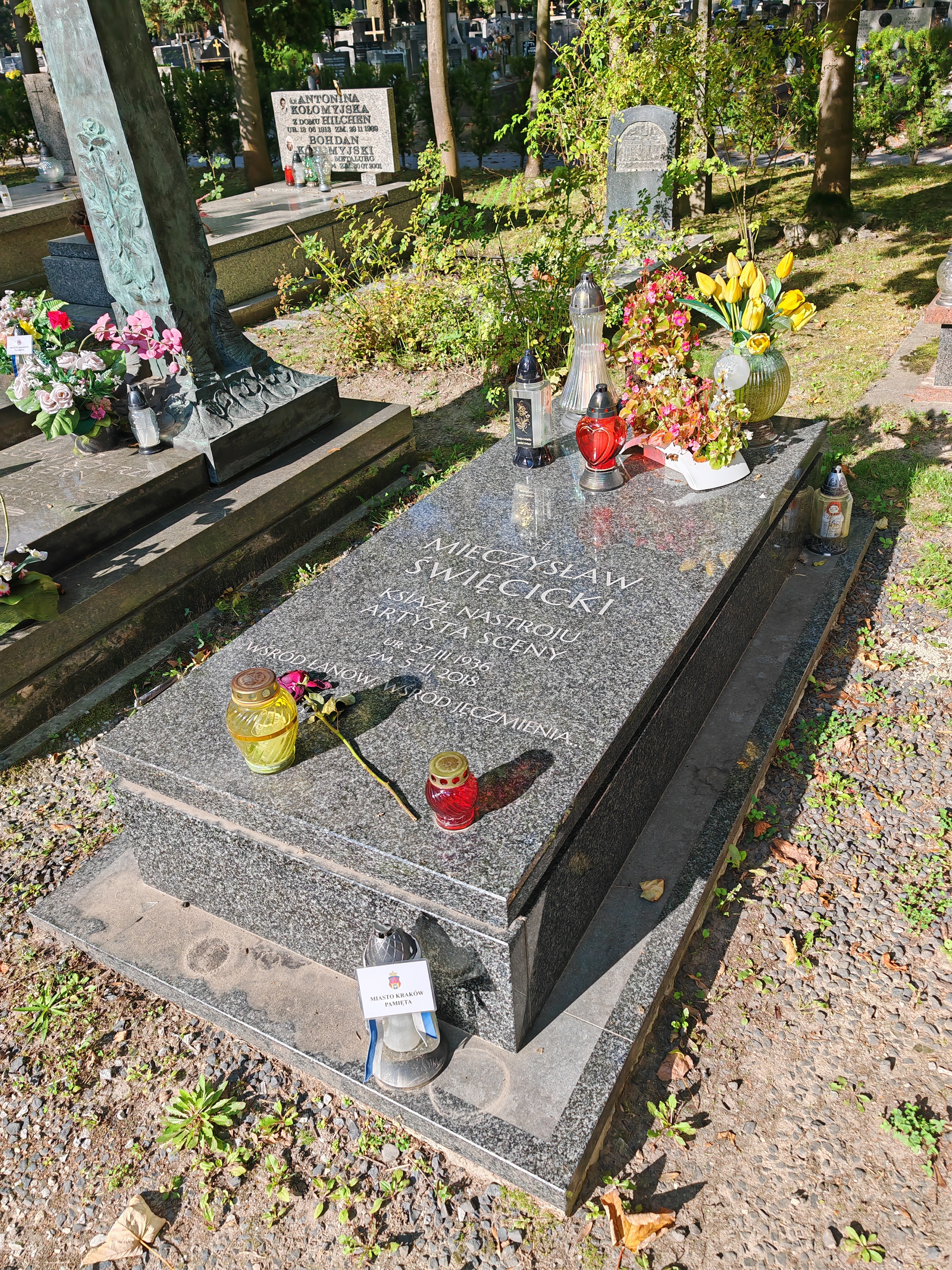
Grób Mieczysława Święcickiego w alei zasłużonych cmentarza Rakowickiego w Krakowie

Mieczysław Święcicki (ur. 27 marca 1936 w Sokalu, zm. 5 lutego 2018 w Krakowie) – nazywany "Księciem Nastroju", polski piosenkarz oraz aktor, reżyser, członek i współzałożyciel kabaretu literackiego „Piwnica pod Baranami” (1956).

## Życiorys
Ukończył Technikum Budowlane w Jarosławiu a następnie wydział wokalny Państwowej Wyższej Szkoły Muzycznej w Krakowie. Debiutował w Piwnicy pod Baranami w 1956 w programie Jezioro trzech wieszczek.
Później grał w Teatrze Starym, Teatrze Rapsodycznym, Teatrze Śląskim im. Stanisława Wyspiańskiego w Katowicach i Teatrze 38.
Po czterdziestopięcioleciu Piwnicy pod Baranami, wrócił do kabaretu z którym związany był aż do śmierci.
W 1963 na Festiwalu Polskiej Piosenki w Opolu otrzymał wyróżnienie za piosenkę Nie wołaj mnie (sł. Antoni Słonimski).
Był znanym wykonawcą starych romansów cygańskich i rosyjskich, głównie z repertuaru Aleksandra Wertyńskiego.
Wspominał początki Piwnicy pod Baranami w filmie z cyklu Rozmowy z Piotrem Wojciecha Morka z 2011.
W ostatnich latach życia zmagał się z chorobą serca, pomimo to nie rezygnował z występów. W 2014 przeszedł poważną operację. Zmarł nagle, po tym gdy zasłabł na jednej z ulic Krakowa, wracając do domu. Po raz ostatni wystąpił na scenie dzień przed śmiercią, podczas uroczystej kolacji upamiętniającej Roberta Burnsa.
W 2016 otrzymał tytuł Honorowego Obywatela Miasta Jarosławia.
Pogrzeb artysty odbył się 15 lutego. Po mszy świętej w kościele Mariackim został pochowany w alei zasłużonych cmentarza Rakowickiego.

## Nagrody
- Złoty Pierścień na  Festiwalu Piosenki Żołnierskiej Kołobrzeg – 1978,
- Srebrny Pierścień na Festiwalu Piosenki Żołnierskiej Kołobrzeg – 1985,
- Odznaka Honorowa Zasłużonemu w rozwoju  województwa koszalińskiego – 1986,
- Medal "Kraków-Europejskie Miasto Kultury 2000", przyznany przez prezydenta Miasta Krakowa Jacka Majchrowskiego – 2000,
- Medal "Mecenas Sztuki" oraz Medal Twórców Towarzystwa Przyjaciół Sztuk Pięknych w Krakowie, Ambrożego Grabowskiego i Michała Walerego Wielogłowskiego, przyznane w 150 rocznicę powstania TPSP – 2004,
- Medal im. dr. Henryka Jordana, przyznany przez Towarzystwo Przyjaciół Dzieci – 2005,
- Odznaka „Honoris Gratia”, przyznana przez prezydenta Miasta Krakowa Jacka Majchrowskiego – 2005,
- Złoty Krzyż Zasługi, nadany przez prezydenta RP Aleksandra Kwaśniewskiego – 2005[12],
- Z okazji 70-lecia urodzin i 50-lecia pracy twórczej odznaczenia od wojewody Macieja Klimy oraz Fundacji "Miejski Park i Ogród Zoologiczny w Krakowie" za działalność charytatywną – 2006,
- Srebrny Medal „Zasłużony Kulturze Gloria Artis” – październik 2010[13],
- Tytuł Kawalera Wawelskiego Dzwonu Spiżowego – 2011,
- Symboliczne klucze do miasta z okazji 75 urodzin od prezydenta Miasta Krakowa Jacka Majchrowskiego – 2011.